# Mundugumors
La tribu des Mundugumors est une tribu vivant dans les highlands du Nord-Ouest de la Papouasie-Nouvelle-Guinée dans la région de la rivière centrale Yuat, dans la province de Sepik oriental. 
La société des Mundugomors est divisée en deux par la rivière Yuat. Les Mundugumors parlent le biwat.
La tribu des Mundugumors est notamment connue grâce aux recherches anthropologiques sur les rapports sociaux réalisées par Margaret Mead (recherches qu’elle relate dans son œuvre Trois sociétés primitives de Nouvelle-Guinée).

## Organisation sociale

### Marginalisme
Selon les dires de Margaret Mead, les Mundugumors ne constituent pas une véritable communauté. Les individus habitent dans des groupements d’habitations séparées les unes des autres, rassemblant des hommes liés par le sang ou apparentés par le mariage. Il n’existe pas à proprement parler de village propre aux Mundugumors. Le Mundugumor vit marginalement, replié sur lui-même.

### Rivalités
L’organisation sociale des Mundugumors repose sur l’idée qu’il existe une rivalité naturelle entre deux individus de même sexe. Seules les personnes de sexe opposé peuvent créer un lien entre eux. Les relations des Mundugumors s’organisent non pas sur un système matrilinéaire ou patrilinéaire, mais sur un système qu’ils nomment une « corde » . Un père et son fils ne font pas partie de la même corde, de même pour la mère et la fille. Donc la corde d’un homme se compose de ses filles, des fils de ses filles, des filles des fils, alors que la corde d’une femme comprend ses fils, les filles de ses filles, etc.  L’héritage s’organise selon les règles de filiation de la corde : les filles héritent du père et les fils de la mère (à l'exception de la terre) . Cette organisation de "corde" entraîne le renforcement de la rivalité entre les hommes de la famille : le père et les fils sont en compétition car ils convoitent les mêmes femmes.
Une règle de respect mutuel existe tout de même entre frères : deux frères ne s'assoient pas l'un à côté de l'autre, un frère cadet ne s'adresse pas à la femme de son frère aîné, deux frères ne se parlent que lorsque cela est nécessaire.

### Socialisation
Les enfants n'étant pas spécialement désirés et la grossesse n'étant pas toujours perçue comme un bonheur, le système d'éducation des Mundugumors engendre de l'agressivité et de la brutalité . Comme l'ont montré les travaux anthropologiques de Margaret Mead, les Mundugumors sont élevés durement, indépendamment de leur sexe. Filles et garçons sont éduqués de la même façon, dans un environnement de rivalité .  À titre d'exemple, un peu avant l'adolescence, les jeunes Mundugumors mâles doivent tuer un prisonnier assigné à un festin de chair humaine; rite qui va largement endurcir la personnalité du jeune garçon . L'agressivité des Mundugumors se traduit par de l'Anthropophagie (du cannibalisme) et des guerres meurtrières .

### Mariage
Chez les Mundugumors, il n’existe normalement qu’un seul moyen pour se marier : celui de l’échange des sœurs. Un homme échange sa propre sœur avec la sœur d’un autre . Ce système matrimoniale entraîne une rivalité quasiment inévitable entre les frères de la famille. Moins il y a de sœurs, plus les conflits sont brutaux. Autre règle pour la formation des couples, un Mundugumor n’a pas le droit de se marier avec une personne hors de sa génération (même si cette règle est parfois transgressée) . Parfois le mariage se fait moyennant le paiement d'une certaine somme d'argent plutôt que  par l'échange de sœurs.
La polyginie est largement exercée chez les Mundugomors et présente même un idéal vers lequel les hommes tendent. Comme les femmes vieillissent, les hommes cherchent une nouvelle femme plus jeune et plus désirable. Le pluralisme de femmes dans cette tribu est gage de richesse et de puissance.

## Commerce

### Types de produits échangés
La tribu des Mundugumors est une société riche. Son économie repose principalement sur la pêche et sur la culture du tabac, de la noix de coco et d’arec. Les Mundugumors produisent également du café, du caoutchouc, de la coprah et du riz . Le commerce de cette tribu s’organise autour d’échanges avec les habitants des montagnes et des marais voisins, qui leur procurent des arcs et des flèches, des paniers ou encore des marmites .

### Répartition du travail
Chez les Mundugumors, la répartition du travail repose sur une division entre les sexes. Les hommes défrichent la terre pour le jardinage, chassent, construisent les maisons et les canoës. Les femmes pêchent, cuisinent, jardinent et s'occupent des enfants.